# Tarzan omul maimuță (film din 1932)
Tarzan omul maimuță (titlul original: în engleză Tarzan the Ape Man) este un film de aventuri american, realizat în 1932 după romanul Tarzan of the Apes a scriitorului Edgar Rice Burroughs, dialogurile fiind scrise de Ivor Novello.

Tarzan omul maimuță este un Pre-Code Hollywood Film de aventură american din anul 1932 lansat de Metro-Goldwyn-Mayer cu Edgar Rice Burroughs faimosul erou al junglei Tarzan și cu Johnny Weissmuller, [[Neil Hamilton (actor) Au fost primul din cele 12 filme ale lui Weissmuller. O'Sullivan a jucat-o pe Jane în șase caracteristici între 1932 și 1942.
Filmul se bazează pe romanul lui Burroughs din 1912 "Tarzan of the Apes ," cu dialogul scris de Ivor Novello. 
Filmul a fost regizat de [W. S. Van Dyke W.S. Van Dyke]. Metro-Goldwyn-Mayer a lansat două remake-uri ale filmului 'Tarzan, Omul Maimuță' în Tarzan, filmul Maimuță (1959) /195 și în Tarzan, filmul Maimuță, dar fiecare a fost o adaptare diferită a romanului Rice Burroughs. 
Este, de asemenea, prima apariție a urletului lui Tarzan faimosul strigat a lui Tarzan.

## Narativ
James Parker și Harry Holt călătoresc în Africa în căutarea legendarului mormânt de elefanți și a fildeșului acestora. Lor li se alătură fiica lui Parker, Jane. Holt este atras de Jane și încearcă, oarecum ineficient, să o protejeze de pericolele junglei. Expediția se confruntă cu un atac atât al hipopotamilor, cât și al crocodililor. Misteriosul Tarzan respinge atacul, dar o răpește pe Jane.
Experiența este la început terifiantă pentru Jane, dar pe măsură ce relația lor se dezvoltă, ea se simte fericită nemai având "nici un pic de teamă, nici un pic de regret". Când se întoarce la tatăl ei, sentimentele ei sunt puse la încercare. Ea vrea ca Tarzan să vină cu ea la Londra și să facă parte din lumea ei. Dar Tarzan îi întoarce spatele și rămâne în junglă. Tatăl ei îi spune că acolo este locul lui.
Expediția este capturată de un trib de pitici agresivi. Jane îl trimite pe prietenul cimpanzeu al lui Tarzan, Cheeta (Jiggs), pentru ajutor, aducându-l pe Tarzan în ajutorul lor. În timpul salvării, Tarzan invocă elefanti și scapă din fortăreața piticilor, deși tatăl lui Jane moare din cauza rănilor chiar când ajung la cimitirul de elefanți. Jane decide să rămână în junglă cu Tarzan și, în scena finală, pe muzica lui Romeo și Julieta lui Ceaikovski, fericitul cuplu apare pe o stâncă, Jane ținându-o pe Cheeta în brațe.

## Distribuție
- Johnny Weissmüller – Tarzan
- Maureen O'Sullivan – Jane Parker
- Neil Hamilton – Harry Holt
- C. Aubrey Smith – James Parker
- Doris Lloyd - Mrs. Cutten
- Forrester Harvey - Beamish
- Ivory Williams - Riano

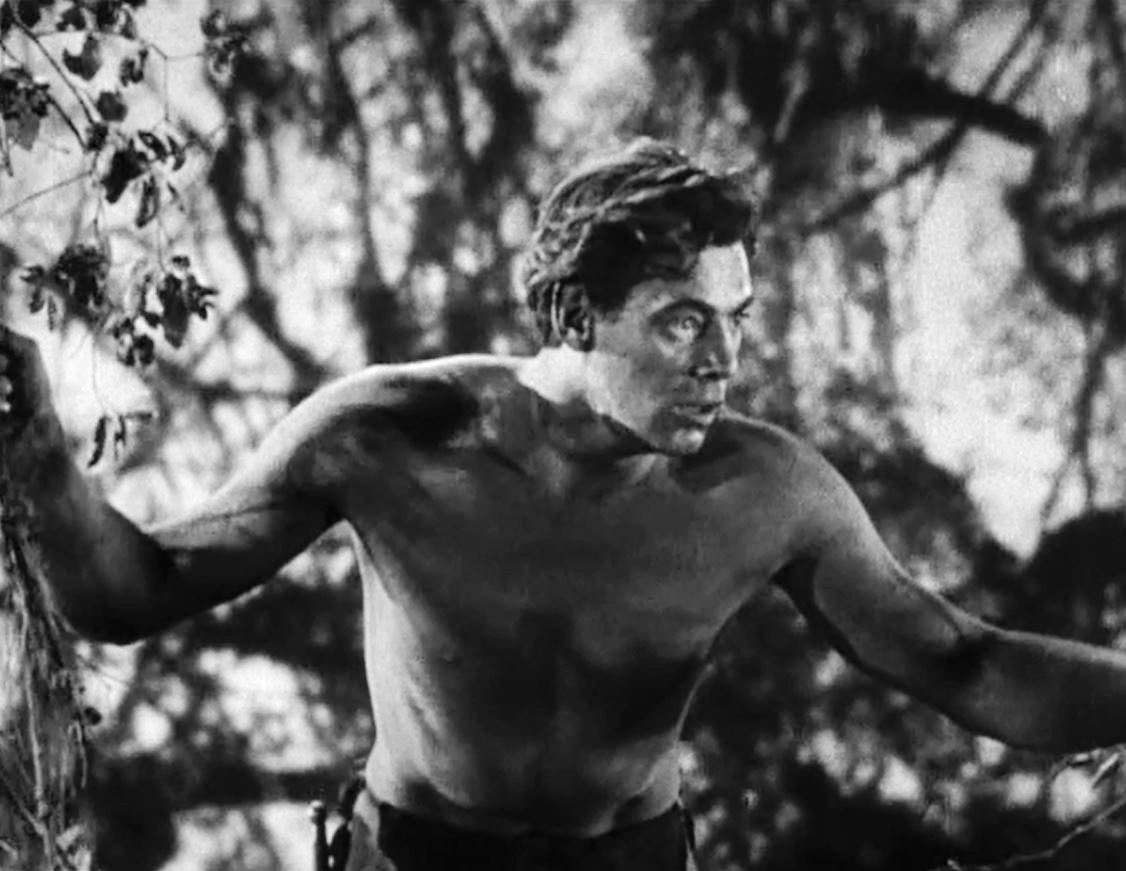
Scenă din film cu Johnny  Weissmuller
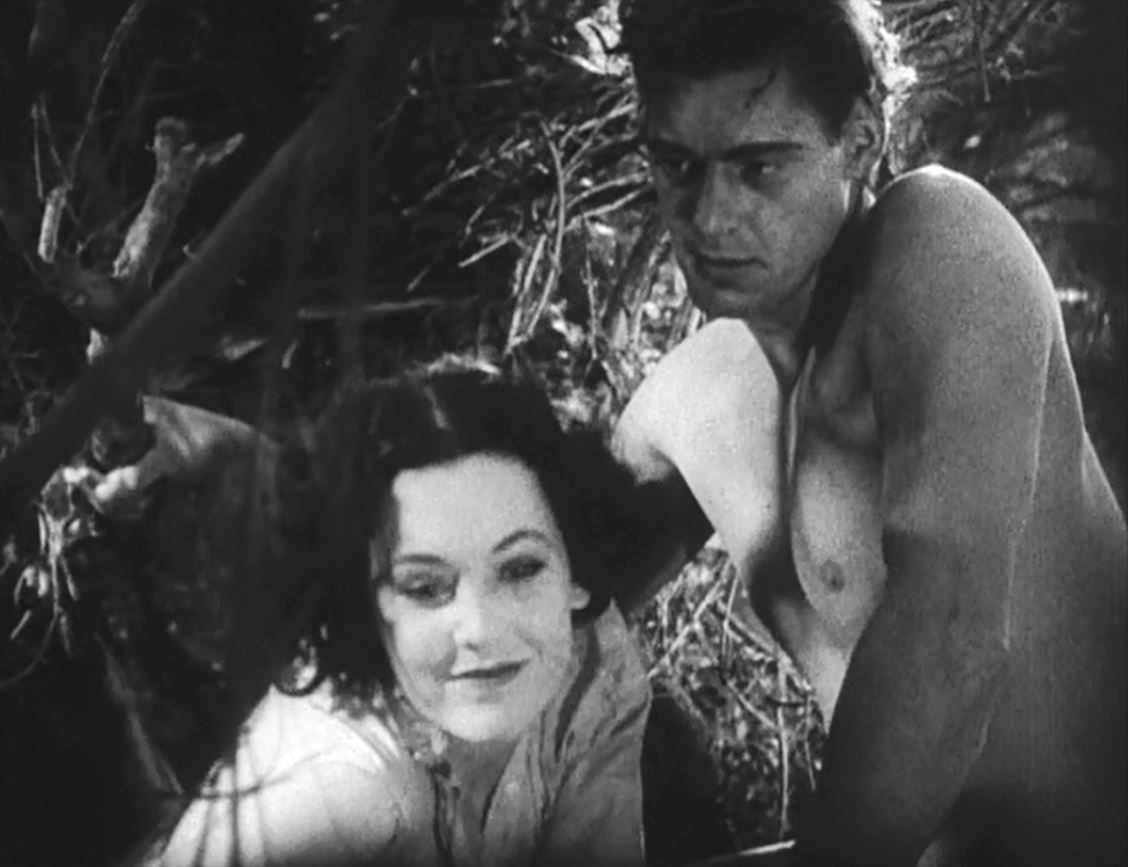
Scenă din film cu O'Sullivan și Weissmuller

## Producție
MGM a găsit în cele din urmă pe cine căutau când au dat peste Olympian Weissmuller decorat. Înotătoarea profesionistă a avut cinci medalii de aur la Jocurile Olimpice de vară din 1924, precum și la Jocurile Olimpice de vară din 1928, alături de 67 de titluri naționale și 52 de titluri. Singurul obstacol în calea înscrierii lui pe rol a fost contractul său de modelare a lenjeriei [BVD]. Pentru ca ei să-l elibereze din contract, MGM a fost de acord să aibă actrițe precum Greta Garbo și [Marie Dressler], care să fie prezentate în anunțurile BVD.Filmul a fost filmat pe Lot One din studiourile Metro-Goldwyn-Mayer din Culver City, California și în zona [[Lake Sherwood, California], la nord de Los Angeles și [Silver Springs, Florida], în Florida. Leii din film au fost împrumutați din apropiere ferma lui Goebel] în [Thousand Oaks, CA]. Goebel însuși își așeza adesea tabăra lângă locul de filmare de lângă lacul Sherwood pentru a-și supraveghea leii în timpul filmării.La fel ca în majoritatea filmelor Weissmuller Tarzan, elefanții au fost [[elefant indian], care au urechi mai mici, mai degrabă decât [[elefant afro-african], atât de mari urechi false, și colți falși, au fost montate pe animale în încercarea de a le face să pară autentice. În mod similar, tribul african [[Pitici pitici], făcut să arate ca [[popoarele pigmei] (toți masculii), portretizați în film a fost de fapt o distribuție de mai multe [midget] albe față neagră.